# Lanzamiento (béisbol)
En béisbol, el lanzamiento es la acción que realiza el pitcher para enviar la bola hacia el plato para ser recibida por el receptor, mientras el bateador intenta golpear la misma hacia el terreno de juego en zona fair.
Existen varios tipos de lanzamiento que realizan los lanzadores los cuales presentan diversas características de velocidad, movimiento, trayectoria y/o son efectuados, por la posición de la mano, la muñeca o el brazo. Dichas variaciones se utilizan para confundir al bateador de distintas maneras y, en última instancia, sacar al bateador o hacerlo out.
Para lograr la mencionada variación del lanzamiento se puede recurrir además al tipo de agarre que se le haga a la costura de la bola.

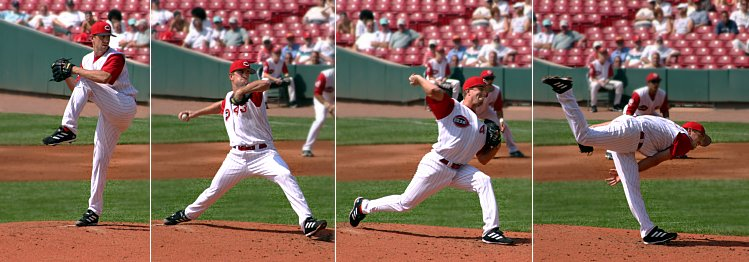
Mecánica del lanzamiento.

## Bolas
La bola rápida es el tipo de lanzamiento más común en el béisbol. Algunos lanzadores de gran potencia como Stephen Strasburg, Nolan Ryan, Roger Clemens, Satchel Paige, Troy Percival, Bob Feller, Bob Gibson, Sam McDowell, Randy Johnson, Aroldis Chapman, Justin Verlander, Bobby Jenks, Kyle Farnsworth, Bartolo Colon, entre otros han lanzado a velocidades de 95-105.1 mph (152,9-169,14 km/h) (oficialmente) y por encima de 107.9  mph (173,6 km/h) (no oficialmente), este tipo de lanzadores dependen de la velocidad que alcance la bola para evitar que sea bateada.
- Recta de cuatro costuras: La más utilizada y que alcanza mayores velocidades (en ocasiones sobre las 100 mph).

- Recta de dos costuras: Se realiza tomando la bola con los dedos sobre el área en que las costuras están más unidas, la bola tiene un rápido movimiento y tiende a caer abruptamente (rompe) cerca del plato.

- Recta de dedos separados o split-finger (splitter): Es parecido a la bola rápida pero con un rompimiento hacia abajo al final del tiro. Dan Haren es uno de muchos que usan este tipo de envío.
- Recta cortada o Cutter: Bola rápida que se lanza como una slider pero con las cuatro costuras, tiene poco movimiento lateral y muy rápida rotación, lo cual la hace ser incómoda de batear. El lanzador panameño Mariano Rivera, excerrador de los Yankees de Nueva York, es especialista en este tipo de lanzamiento.

- Recta descendente o sinker: Similar a la recta de dos costuras pero con el pulgar haciendo presión directamente sobre la pelota, tiende a ser más lenta que la recta de dos costuras pero tiene más movimiento lateral. El lanzador chino Chien-Ming Wang, abridor de los Bravos de Atlanta, es especialista en este tipo de lanzamiento.

## Lanzamientosquebrados

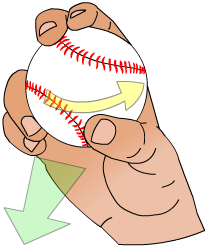
Agarre para el lanzamiento de una slider.

Son lanzamientos con gran movimiento lateral y horizontal, que rompen cerca del plato y engañan al bateador, suelen ser bolas lentas.
- Bola de nudillos, nudillera o Knuckleball: Bola lanzada de forma tal que minimiza la rotación de la misma, describiendo diversos giros por causa de la presión de la misma, es un lanzamiento errático y difícil de batear, sin embargo es también difícil de controlar por los lanzadores. El lanzador utiliza los nudillos de las falanges de su mano al doblar dos o tres dedos (desde el índice hasta el anular). Tim Wakefield es uno de los mayores exponentes de este lanzamiento.

- Bola de tenedor o Forkball: es una bola curva que rompe cerca del plato a gran velocidad -algunos lanzadores pueden realizar lanzamientos de forkball a 90 mph.

- Bola de tornillo, Tirabuzón o Screwball: Se lanza de manera muy ortodoxa doblando el brazo completamente en sentido de las agujas del reloj para darle una rotación contraria a la natural. Jim Palmer y Fernando Valenzuela fueron unos de sus mejores exponentes. Actualmente este lanzamiento se encuentra en un estado de casi prohibición después de que se comprobó que acaba con el codo de los lanzadores haciéndolos más vulnerables a las lesiones que cualquier otro tipo de lanzamiento.

- Curva: es un lanzamiento que cae horizontalmente cerca del plato por efecto de la rotación del lanzamiento desorientando al bateador. Bob Feller y Sandy Koufax han sido mencionados como algunos de los mejores lanzadores de curvas de la historia.

- Deslizante o Slider: Es un lanzamiento que tiene movimiento lateral y tiende a caer muy cerca del área de lanzamiento, engañando al bateador, si bien es una bola lenta, es más rápida que una curva y similar a una cutter. El lanzador venezolano Francisco Rodríguez y el japonés Yu Darvish son especialistas en este tipo de lanzamiento.

- Deslizante en curva o Slurve: Es una variación o combinación en este caso de ambos lanzamientos. Su agarre es como el de una curva pero su mecánica al lanzar es similar a la deslizante de manera que será un buen envío quebrado con poca velocidad. Muy pocos lanzadores hoy día la manejan ya que se considera innecesario al tener en el repertorio una curva o una deslizante.

## Lanzamientos lentos
- Bola de palma o Palmball: Más que un lanzamiento es solo una manera de confundir al bateador ya que se agarra la pelota con la mano completa y se lanza en forma de bomba que va cayendo lentamente. Es muy poco usado en el béisbol actual aunque algunos lanzadores veteranos la usan de vez en cuando.

- Cambio, cambio de velocidad, o changeup: lanzamiento realizado con el mismo movimiento que una bola rápida o una recta que, sin embargo posee una baja velocidad, lo cual tiende a confundir a los bateadores quienes inician el movimiento antes de tiempo en previsión de una recta. Johan Santana, ganador del Cy Young en dos oportunidades, es un especialista en este tipo de lanzamiento.

## Lanzamientos ilegales
Algunos lanzamientos no se permiten en las reglas del juego pero algunos jugadores las suelen hacer.